# Insurgencia republicana en Afganistán
La insurgencia republicana afgana  es un conflicto armado entre remanentes de la República Islámica de Afganistán y muyahidines antitalibanes, reagrupados como el Frente de Resistencia Nacional por un lado, y las reconstituidas Fuerzas Armadas del Emirato Islámico de Afganistán por el otro, este conflicto inició en el valle de Panshir, un área montañosa al este de Afganistán, el 16 de agosto de 2021, un día después de la caída de Kabul en manos talibanas y el colapso de las Fuerzas Armadas Afganas terminando con la captura de la capital de la provincia veintiún días después el 6 de septiembre de 2021. Los enfrentamientos en el valle cesaron en su mayoría a mediados de septiembre, mientras que los líderes de la resistencia Amrullah Saleh y Ahmad Masud huyeron al vecino Tayikistán. A pesar de estos desarrollos, los reticentes de la FRN continuaron luchando, y aún libraban una campaña de guerrilla en varias provincias, incluidas Baglán, Balj, Badajshán y Faryab a principios de 2022. Además, una milicia antitalibán independiente todavía ocupaba territorio en la provincia de Samangán a diciembre de 2021 .

## Historia

### Primeros días después de la caída de Kabul
Las tropas y milicias leales al gobierno de la República Islámica de Afganistán ejercen un control de facto sobre el valle de Panshir, que en gran parte coincide con el territorio de la provincia de Panshir y, según la revista británica The Week, a partir de agosto de 2021 es «la única región fuera del control de los talibanes». Antes de la caída de Kabul, personas de Panjshir comenzaron a trasladar equipo militar de las áreas circundantes, incluidos helicópteros y vehículos blindados, a la provincia de Panshir. Allí, se les unieron comandantes y soldados del Ejército Nacional Afgano. La mayoría de ellos se reagruparon en el distrito de Andarab de la provincia de Baglán antes de trasladarse a Panshir después de escapar de Kunduz, Badajshán, Tahār y Baglán.
El 17 de agosto de 2021, el entonces vicepresidente de Afganistán Amrullah Saleh, citando disposiciones de la Constitución de Afganistán, se declaró presidente de Afganistán desde el valle de Panshir y prometió continuar las operaciones militares contra los talibanes desde allí. Su reclamo a la presidencia fue respaldado por autoridades de la República Islámica como el presidente autoexiliado Ahmad Massoud y el ministro de Defensa, Bismillah Khan Mohammadi, junto con la Embajada de Afganistán en Dusambé (Tayikistán). Aproximadamente al mismo tiempo, los restos del Ejército Nacional Afgano comenzaron a concentrarse en el valle de Panjshir a instancias de Massoud para jurar lealtad a Saleh.
El 17 de agosto, según un observador, el valle de Panshir estaba «sitiado por todos lados», pero no había sido atacado directamente. El 18 de agosto, el número de admisiones por heridas de guerra estaba aumentando en el Centro Quirúrgico de Emergencia para Víctimas de Guerra en Anabah en Panjshir.
El 18 de agosto de 2021, informes locales de la provincia de Paruán informaron que las fuerzas de Saleh habían arrebatado Charikar a los combatientes talibanes apostados en la zona. Además, ese mismo día se informó de tiroteos cerca del paso Salang.
El 26 de agosto de 2021, se declaró un alto el fuego entre los talibanes y la resistencia, para entrar en conversaciones.
El 28 de agosto de 2021, los combatientes de Panjshir se enfrentaron a combatientes talibanes en Sanjan, Kapisa y en Khost Wa Fereng, Baglán en respuesta a las denuncias de violaciones del alto el fuego llevadas a cabo por combatientes talibanes en la zona.
El 29 de agosto de 2021, los servicios de Internet y telecomunicaciones en toda la provincia de Panjshir se cerraron por orden de los talibanes.
El 30 de agosto de 2021, los combatientes de Panjshir tendieron una emboscada a los combatientes talibanes que intentaban irrumpir en Panjshir desde Andarab.
El 31 de agosto de 2021, los combatientes talibanes iniciaron una ofensiva contra el Frente de Resistencia Nacional en las provincias de Baglán, Panjshir y Parwan. Fuentes anti-talibanes afirmaron que la ofensiva involucró a tropas de al-Qaeda, una declaración respaldada por videos en los que se escuchaba a combatientes pro-talibanes hablando idiomas no nativos o localmente poco comunes como el árabe. Las fuentes informaron que la ofensiva comenzó cuando los combatientes talibanes fueron vistos entrando en Gulbahar y bloquearon la carretera principal con un contenedor. Las fuerzas talibanes volvieron a tomar el distrito de Dih Saleh en Baglán, lo que les permitió atacar directamente Panjshir. Un asalto inicial de los talibanes a través del paso de Khawak que conectaba las provincias de Baglán y Panjshir central fracasó. El portavoz de la NRFA, Fahim Dashty, dijo que el ataque probablemente se realizó para probar las defensas del área . Las tropas talibanes también comenzaron a atacar el sur de Panjshir desde Gulbahar, lo que provocó intensos combates. A pesar de ser numéricamente superior a los defensores, los talibanes no lograron abrirse paso.
El 2 de septiembre de 2021, fuentes de Panjshir afirman que 13 combatientes talibanes murieron en una emboscada en el distrito de Chikrinow. A pesar de que la ofensiva se había estancado en este punto, un portavoz de los talibanes dijo que el valle estaba rodeado por las cuatro direcciones y que una "victoria de la resistencia de Panjshir era imposible", además de reclamar ganancias territoriales de los talibanes. Mientras tanto, los talibanes afirmaron haber entrado en el distrito Shotul de Panjshir, pero no proporcionaron pruebas firmes de esta afirmación. Los analistas estimaron que los talibanes probablemente habían avanzado por un corto tiempo antes de ser rechazados nuevamente. Según los informes, los comandos afganos repelieron fácilmente un ataque menor de los talibanes contra el paso de Anjuman, en el norte de Panjshir. Además, las fuerzas locales anti-talibanes de Andarab afirmaron haber retomado el crucial paso de Khawak.
Mientras tanto, habían estallado revueltas en la provincia de Wardak y en la provincia de Daikundi, donde habitan muchos hazaras, un grupo étnico que había sido previamente discriminado por los talibanes. La situación en estas provincias es compleja, ya que los líderes de las milicias locales de hecho ayudaron a la toma del poder de los talibanes a pesar de la desaprobación de gran parte de la población. En el distrito de Khadir de Daikundi, según los informes, estalló una revuelta cuando se ordenó al comandante Hazara pro-talibán Muhammad Ali Sedaqat que desarmara a los lugareños, y algunos temían que el desarme no se registrara adecuadamente y expondría a los lugareños al acoso de los talibanes. En consecuencia, estallaron combates entre los talibanes, los hazaras pro república y los hazaras pro talibanes. En consecuencia, las milicias locales comenzaron a tender una emboscada a las tropas talibanes .
El viernes 3 de septiembre de 2021, la resistencia antitalibana anunció estar implicada en “duros” combates contra las fuerzas islamistas que asediaban el valle de Panshir (este), último foco de oposición armada al nuevo régimen en Afganistán “Hay duros combates en el Panshir”, declaró Ali Maisam Nazary, un portavoz del Frente Nacional de Resistencia (FNR), compuesto por milicias antitalibanas y antiguos miembros de las fuerzas de seguridad afgana
Los talibán afirmaron haberse hecho con el distrito de Shutul, en la provincia de Panjshir, en el marco de los combates contra el Frente Nacional de Resistencia afgano, que tienen allí su bastión.La fuerza de los talibanes ganaba terreno en el valle de Panshir mientras fuerzas de la resistencia afgana resistían la embestida.

### Los levantamientos uzbekos y tayikos
Desde 13 al 17 de enero de 2022 tuvo lugar un levantamiento de talibanes uzbekos en el distrito de Maimana, el cual fue totalmente reprimido.
Desde el 14 de enero de 2022 se levantaron los talibanes tayikos, los cuales tomaron los distritos de Ab Kamari y Qadis, que quedaron bajo manos de estos talibanes étnicamente tayikos.

### Levantamiento hazara en 2022
Mehdi Mujahid es expulsado del cargo de jefe de inteligencia y se separa de los talibanes declarándoles la guerra. 
Comienza el levantamiento de Balkhab con la toma rápidamente del distrito por los hazaras el 13 de junio.
El 23 de junio los talibanes intentan entrar en Balkhab pero son detenidos por una gran resistencia hazara.
El 6 de julio los talibanes rodean Balkhab con 8000 tropas y comienzan a entrar en el distrito.
El 17 de agosto Mehdi Mujahid es asesinado cuando intentaba irse del país y tras esto se acaba el conflicto en Balkhab.

### Rebelión en Balkhab y ampliación de las operaciones del NRF
El 6 de mayo de 2022, el NRF lanzó una ofensiva, según se informa capturando tres distritos en la provincia de Panjshir. El portavoz del NRF, Ali Nazary, declaró que el NRF había tomado el control de las carreteras, aldeas y puestos de avanzada de los tres distritos, después de lo cual sitió las oficinas locales de los talibanes. También afirmó que "muchos combatientes talibanes han pedido tiempo para rendirse. El enemigo ha sufrido muchas bajas". Los funcionarios talibanes negaron cualquier combate en la zona. Los residentes locales de Panjshir informaron de duros combates durante la noche. El NRF también declaró que el grupo continuaría su presencia en 12 provincias, principalmente en el norte. El 9 de mayo, el NRF tendió una emboscada a un vehículo talibán en Qala-e-Olang y mató a un número desconocido de combatientes talibanes, a lo que respondieron disparando contra civiles en la aldea de Qasan como represalia por la emboscada. Aproximadamente 30 combatientes talibanes habían muerto en la ofensiva del NRF hasta el 12 de mayo. Los talibanes enviaron posteriormente refuerzos desde otras provincias para reforzar sus guarniciones en Panjshir. Los combates se concentraron en Abdullah Khel, que el NRF tomó temporalmente antes de retirarse. El 17 de mayo, tuvo lugar la primera reunión del Consejo Supremo de la Resistencia Nacional en Ankara, Turquía, en la que participó Abdul Rashid Dostum.
El 31 de mayo, cuatro combatientes del NRF fueron ejecutados por los talibanes en el distrito de Tagab, en la provincia de Badajshán, mientras destruían un escondite del NRF en el distrito, según funcionarios de seguridad talibanes.
A principios de junio, los ataques guerrilleros del NRF en Panjshir se estaban produciendo "regularmente" o "casi a diario". A pesar del creciente número de pérdidas en ambos bandos, los talibanes seguían afirmando que ya no había resistencia en el valle, incluso cuando enviaron hasta 10.000 refuerzos para fortalecer sus posiciones en Panjshir. El NRF afirmó que había ampliado sus operaciones a 12 provincias. Sin embargo, la investigadora Roshni Kapur sostuvo que los diferentes grupos rebeldes antitalibanes todavía estaban demasiado fracturados y divididos como para representar una amenaza existencial para el gobierno talibán.
El 10 de junio, fuentes locales informaron de fuertes enfrentamientos en la zona del valle de Karaman, en el distrito de Dara, Panjshir, entre el NRF y los talibanes, después de que estos últimos atacaran varias posiciones del primero. Ocurrió después de una "pausa de dos días" en los combates. No se informó de víctimas en ese caso. Dos días antes, se produjo un enfrentamiento en el distrito de Paryan, Panjshir, en el que, según se informa, murieron 20 combatientes talibanes y un combatiente del NRF.
El 11 de junio de 2022, un comandante talibán hazara, Mehdi Mujahid, se rebeló contra el Emirato Islámico, citando las políticas antihazara de los talibanes. Como las fuerzas de Mehdi Mujahid controlaban el distrito de Balkhab, todo el distrito pasó a estar bajo control insurgente. Las fuerzas pro republicanas, incluida la NRF, expresaron su apoyo a las fuerzas de Mehdi Mujahid. En las semanas siguientes, las fuerzas talibanes intentaron repetidamente retomar Balkhab, pero fueron repelidas. El 16 de junio de 2022, la NRF derribó un Mil Mi-17 talibán en el valle de Arezoo. Durante el derribo del helicóptero, los combatientes de la NRF mataron a dos combatientes talibanes y capturaron a cuatro más. Para el 25 de junio, según fuentes antitalibanes, las fuerzas de Mehdi Mujahid habían rodeado a "cientos de combatientes talibanes" en el distrito de Bakhlab, con docenas de combatientes talibanes muertos o heridos durante los días anteriores. A fines de junio, se confirmaron ataques de la NRF en las provincias de Badakhshan, Kabul, Panjshir, Kapisa y Takhar. Los talibanes impusieron un bloqueo en el distrito de Kohistan, Kapisa, ya que el NRF había lanzado una ofensiva allí. Además de la rebelión de Mehdi Mujahid, también se informó de enfrentamientos entre diferentes facciones talibanes en las provincias de Baglán, Bamiyán y Faryab.
Entre el 16 y el 17 de junio, los talibanes llevaron a cabo múltiples operaciones contra las bases del NRF en los distritos de Rokha, Anaba y Shotul. Solo en la zona de Chamalwarda del distrito de Rokha, 51 combatientes talibanes murieron o resultaron heridos, mientras que dos combatientes del NRF murieron y otro resultó herido.
El 22 de junio, se publicó una cinta de audio en la que el ministro de defensa en funciones talibán, Mullah Yaqoob, mencionó que varios puestos avanzados talibanes en el valle de Khavash en el distrito de Khost wa Fereng fueron evacuados y capturados por las fuerzas del NRF, al tiempo que se quejaba de la supuesta falta de obediencia y organización de los talibanes.
El 8 de julio, los combatientes del NRF se enfrentaron a las fuerzas talibanes en el distrito de Khost, Baglán, y tomaron el control de varias zonas. El 10 de julio, las fuerzas del NRF atacaron un puesto avanzado talibán en Baglán, matando a dos combatientes talibanes y destruyendo un vehículo militar.
En algún momento a principios de julio, los talibanes capturaron la aldea de Golwarz cerca de Bakhlab como parte de una campaña general contra los insurgentes de Bakhlab. Se informó de que los talibanes cometieron varios crímenes de guerra contra la población mayoritariamente hazara durante la campaña, lo que provocó que los refugiados huyeran a las provincias vecinas.
A partir del 13 de julio, los talibanes y el NRF se enfrentaron en los distritos de Khenj y Shotul de Panjshir. El 16 de julio, una ofensiva planeada por los talibanes en el valle de Arzoo del distrito de Shotul se encontró con un contraataque del NRF dirigido por Haseeb Qowai Markaz, que resultó en 12 talibanes muertos y 9 heridos. Esto se produjo después de que los talibanes lanzaran, según se informa, varios ataques contra posiciones de la NRF en el valle, que fueron repelidos por las fuerzas de la NRF.
El 16 de julio, estallaron combates en el valle de Qasan de Andarab como parte de una serie de enfrentamientos en la provincia de Baglán. Al día siguiente, los talibanes habrían perdido 17 combatientes y otros 10 resultaron heridos, mientras que no se informó de bajas de la NRF, salvo tres heridos. Los combates continuarían hasta el 21 de julio, durante el cual los combatientes talibanes cometieron crímenes de guerra, incluida la decapitación de un muchacho de 17 años a pesar de no tener ninguna afiliación confirmada con ningún grupo de resistencia.
El 20 de julio, los talibanes lanzaron una ofensiva contra posiciones de la NRF en el distrito de Warsaj, provincia de Takhar, reuniendo, según se informa, a más de 300 combatientes para la tarea. El 23 de julio, según el medio de comunicación estatal iraní Pars Today, los talibanes descubrieron y confiscaron un almacén de municiones en el distrito de Varsaj, provincia de Takhar.
El 25 de julio, las fuerzas de la NRF con base en la provincia de Kapisa atacaron posiciones talibanes en el distrito de Kohistan, matando supuestamente a tres combatientes talibanes e hiriendo a dos.[214] El 27 de julio, un miembro de alto rango de la NRF anunció que había llevado a cabo una ofensiva contra una base talibán en la aldea de Kalahan, Kapisa, la noche del 26 de julio. Según la NRF, cinco miembros talibanes murieron y uno resultó herido en el ataque.
El 10 de agosto, estallaron combates en Panjshir entre la NRF y los talibanes, y se informó de que estos últimos perdieron 25 combatientes, mientras que no se informó de bajas en el bando de la NRF.
El 15 de agosto, el primer aniversario de la caída de Afganistán, el NRF lanzó una ofensiva en Panjshir, capturando al parecer siete aldeas en los distritos de Bazarak, Dara, Annaba, Shotul, Paryan y Khenj, mientras rodeaba a los combatientes talibanes en varias posiciones. Hasta 40 combatientes talibanes fueron capturados en el distrito de Dara, una declaración que fue respaldada por el exvicepresidente Amrullah Saleh. Para el 16 de agosto, se informó de que 58 combatientes talibanes habían muerto y otros 12 habían resultado heridos, aunque no se informó de las cifras de bajas del NRF. Al mismo tiempo, los talibanes lanzaron una operación en el distrito de Ishkashim, Takhar, solo para ser asediados por el NRF en la aldea de Anjiristan el 15 de agosto. Al día siguiente, se produjeron enfrentamientos en los distritos de Ishkashim y Chal, y según el NRF los talibanes sufrieron numerosas bajas. En las dos semanas anteriores, el NRF habría llevado a cabo varios ataques ofensivos en el distrito de Farkhar.
El 17 de agosto, el rebelde hazara antitalibán Mehdi Mujahid fue capturado y ejecutado por los talibanes en el distrito de Kohsan de la provincia de Herat, cuando al parecer intentaba viajar a Irán antes de su ejecución.
El 18 de agosto, el NRF y los talibanes se enfrentaron en la aldea de Taghanak, en el distrito de Pul-e-Hesar, en Baglán, en un enfrentamiento que se saldó con la muerte de 10 combatientes talibanes y ocho heridos. Al mismo tiempo, se produjeron más enfrentamientos entre el NRF y los talibanes en la aldea de Qeshlaq, en el distrito de Rustaq, en la provincia de Takhar, en los que resultó muerto un miembro local de la inteligencia talibán. Al mismo tiempo, se desató un enfrentamiento en el distrito de Raghistan, en Badakhshan, en el que los talibanes reivindicaron la muerte de tres miembros del NRF.
El 19 de agosto, el NRF atacó un puesto de control talibán en el distrito de Darah, en Panjshir, en el que murieron 10 combatientes talibanes, según el NRF.
El 21 de agosto, Abdul Qayyum Zakir fue nombrado comandante militar de la provincia de Panjshir. El Long War Journal señala que el nombramiento de Zakir para liderar la lucha contra el Frente de Resistencia Nacional (NRF) en Panjshir y el distrito de Andarab es una clara indicación de que el NRF está desafiando la primacía de los talibanes en el centro y norte de Afganistán. Al mismo tiempo, varias fuentes locales informaron que los talibanes habían convertido 32 escuelas en Panjshir en bases militares, probablemente como resultado del aumento de los enfrentamientos en Panjshir. El mismo día, el NRF afirmó que 7 miembros de los talibanes murieron y otros 5 resultaron heridos como resultado de que un convoy talibán chocara contra una mina al costado de la carretera en el distrito de Rukha en Panjshir.
El 6 de septiembre de 2022, los talibanes movilizaron a 500 combatientes de Herat para ser desplegados en Panjshir. Los talibanes pagaron a los jóvenes de Jowzjan para que lucharan contra el NRF.
El 10 de septiembre, hubo tiroteos entre el NRF y las fuerzas talibanes en los distritos de Hesarak, Parian, Abshar, Dara y Hessa I. Las fuerzas talibanes en Paryan han pedido a los habitantes de los pueblos que se vayan.
El 14 de septiembre, los talibanes afirmaron haber matado a 40 rebeldes durante una operación contra la insurgencia en la provincia.
A mediados de septiembre, militantes talibanes publicaron un vídeo que mostraba la ejecución de al menos 27 hombres, supuestamente rebeldes capturados en algún lugar de Panjshir. Afghan Witness (AW), un proyecto de código abierto con sede en el Reino Unido, abrió una investigación sobre la ejecución en masa.
El 21 de septiembre, un ataque talibán contra una base antitalibán en el distrito de Yakawlang de Bamiyán y Baljab fue repelido por combatientes al mando de Mohammad Tahir Zahir, con informes de cuatro combatientes talibanes heridos.
El 13 de diciembre, la NRF informó que tres comandantes habían sido capturados por combatientes talibanes debido a que uno de sus propios combatientes tenía vínculos con el gobierno talibán.
El 26 de diciembre, las fuerzas de la NRF en Andarab repelieron los ataques de los talibanes en las aldeas de Taghanak, Khej y Bagh Dara, con informes no confirmados de bajas en ambos bandos, entre ellos el comandante de la NRF Khair Mohammad Andrabi. La NRF emitió declaraciones para condenar la muerte de Andarabi, que murió mientras detenía un avance talibán.

## Resolución
En agosto de 2021, no se había producido ningún nuevo conflicto militar en la provincia de Panshir y se discutió un fin negociado del impasse político, y Saleh pidió un «acuerdo de paz» con los talibanes. El 18 de agosto, Mohammad Zahir Aghbar, embajador de la República Islámica de Afganistán en Tayikistán, indicó la posibilidad de incluir a los talibanes en un gobierno de coalición como medio para eliminar el estancamiento.